# Lampernisse
Lampernisse is een dorp in de Belgische provincie West-Vlaanderen en een deelgemeente van de Belgische stad Diksmuide, het was een zelfstandige gemeente tot aan de gemeentelijke herindeling van 1971.

## Geschiedenis
Lampernisse werd voor het eerst vermeld in 857 als Lampannesse en in 1123 als Lampernessa.
Over het grondgebied van Lampernisse loopt de Oude Zeedijk, met in het westen de Oudlandpolders en in het oosten de Middellandpolders.
De heren van Lampernisse bewoonden een burcht nabij de kerk. De eerste schriftelijk vermelde heer was Volcraven van Lampernisse (1113). De burcht werd vernield in 1538.
In 1123 werd bevestigd dat de parochie van Lampernisse afhankelijk was van het kapittel van Sint-Omaars. Vanaf 1140 werden de Middellandpolders ingepolderd. De leider van de Opstand van Kust-Vlaanderen (1323-1328), Nicolaas Zannekin, kwam uit Lampernisse.
In 1502 wordt vermeld dat de vierjarige Elisabeth Donche in Lampernisse een leen hield van driekwart gemet (0,35 ha.) van Antheunis van Montmorencen. Dit had ze geërfd van haar vader Pieter die raadspensionaris en gedeputeerde van Lo was.
De godsdiensttwisten in de 16e eeuw zorgden voor schade, vooral in 1565, toen de burcht voor de tweede maal, en ook de kerk, werd beschadigd. Vanaf 1635 vinden er opnieuw vernielingen plaats, nu vanwege de oorlog tussen Frankrijk en Spanje. Zo werd in 1650 de kerk van Lampernisse geplunderd.
Van 1668-1713 behoorde Lampernisse tot Frankrijk, en in 1793 bezetten de Fransen de streek weer. De kerk van Lampernisse werd geplunderd en daarna gesloten. De gelovigen moesten toen tijdelijk kerken in Oostkerke.
In 1857 werd de steenweg naar Oostkerke, en in 1893 de steenweg naar Alveringem aangelegd dan wel verhard.
Tijdens de Eerste Wereldoorlog lag Lampernisse achter het front. Gewonde soldaten werden in de kerk, die als hospitaal werd ingericht, opgevangen. Op 1 december 1914 werd de kerk door een granaat getroffen en op 7 november 1915 werd de kerktoren -een mogelijk oriëntatiepunt voor de Duitsers- door de Belgische genie opgeblazen. Tot 1917 was er een chirurgische voorpost in Lampernisse.
Toen de oorlog was afgelopen werd het dorp, dat grotendeels verwoest was, heropgebouwd.
Hoewel tot de deelgemeente Lampernisse behorend, maar feitelijk in het gehucht Scheewege tussen Pervijze en Oostkerke gelegen, is er een Russisch-Orthodox klooster (1980) met de kerk Parochie Moeder Gods, troosteres der bedroefden, welke in 1988 werd gebouwd.
Lampernisse was vanouds een zelfstandige gemeente, maar werd bij een fusie in 1971 een deelgemeente van Pervijze en deed op dat moment afstand van een klein gebiedsdeel (0,83 km2) aan Oudekapelle. Pervijze werd in 1977 op zijn beurt bij Diksmuide gevoegd.

## Bezienswaardigheden
- Enkele historische boerderijen

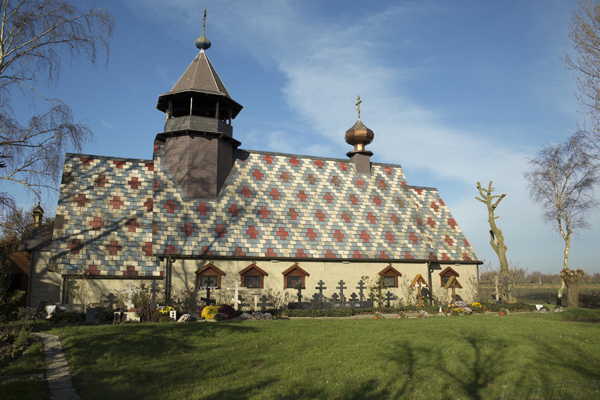
Russisch-orthodoxe kerk in Scheewege (2020)

- Enkele bunkers van het Belgische leger uit de Eerste Wereldoorlog
- Het Russisch-orthodox klooster in het gehucht Scheewege
- De Heilige-Kruisverheffingskerk

## Natuur en landschap
Lampernisse ligt in het West-Vlaams poldergebied. De belangrijkste waterloop is de Oostkerkevaart.
Zie voor het beschermd landschap:
- Poldergebied van Lampernisse en omgeving

## Demografische evolutie
Bronnen: NIS - Opm:1831 t/m 1970=volkstellingen

## Politiek
Lampernisse had een eigen gemeentebestuur en burgemeester tot de fusie van 1971. Burgemeesters waren:
- 1830-1848: Petrus Portier
- 1848-1869: Charles Missuwe
- 1870-1895: Pieter Joannes Mesdach
- 1896-1899: August Robaey
- 1900-1921: Theophiel Deceunynck
- 1921-1930: Cyriel Pieters
- 1931-1938: Camiel Battel (1876-1938)
- 1939-1946: Maurice Godderis
- 1947-1958: Georges Ghyselen
- 1959-1964: Cyriel Govaert (1906-1971)
- 1965-1970: Oscar Vanheste (1905-1977) Ereburgemeester van Lampernisse.

## Religieuzen
In Lampernisse waren de volgende kloostergemeenschappen werkzaam:
- 1898-1955: congregatie zusters Annuntiaten van Veurne
- 1956-1982: congregatie zusters van de H. Vincentius van Kortemark

## Geboren in Lampernisse
- Hoogstwaarschijnlijk Nicolaas Zannekin, een Vlaming die zich in de middeleeuwen verzette tegen de onderdrukking en de annexatiepolitiek van de toenmalige Franse koning Filips VI en zijn aanhangers in Vlaanderen. Een monument voor hem bevindt zich tegen de kerkmuur.

## Nabijgelegen kernen
Oostkerke, Alveringem, Zoutenaaie. Oudekapelle, Eggewaartskapelle